# Liste des emblèmes des États d'Inde
Les États et territoires de l'Inde utilisent comme emblèmes des sceaux ou des armoiries. La plupart de ces emblèmes incorporent l'emblème national de l'Inde.
Les quelques États ou territoires qui ne disposent pas d'emblème propre utilisent l'emblème national.

## États

Andhra Pradesh
Arunachal Pradesh
Assam
Bihar
Chhattisgarh
Gujarat
Haryana
Himachal Pradesh
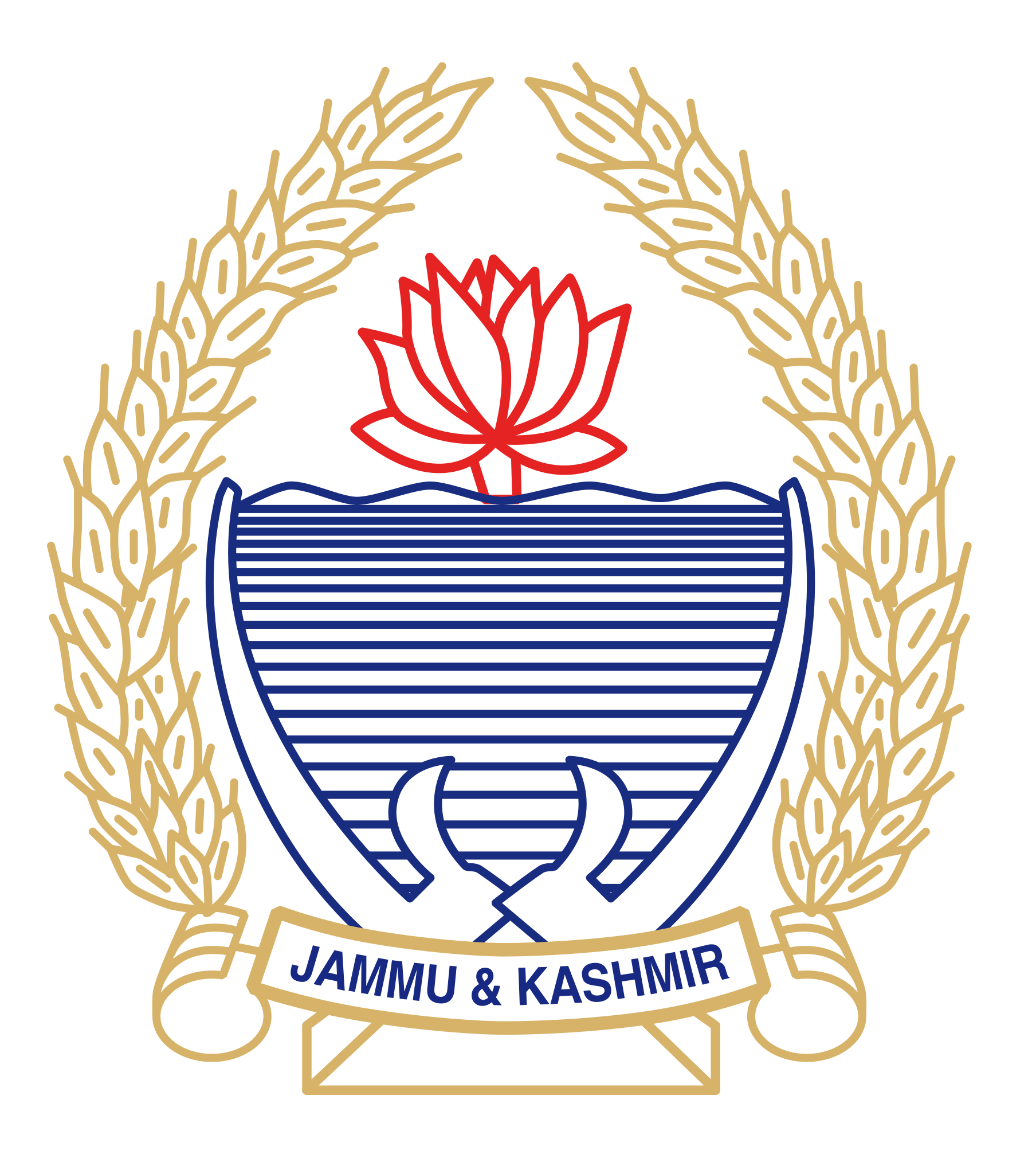
Jammu-et-Cachemire
Jharkhand
Karnataka
Kerala
Madhya Pradesh
Maharashtra
Manipur
Meghalaya
Mizoram
Nagaland
Odisha
Pendjab
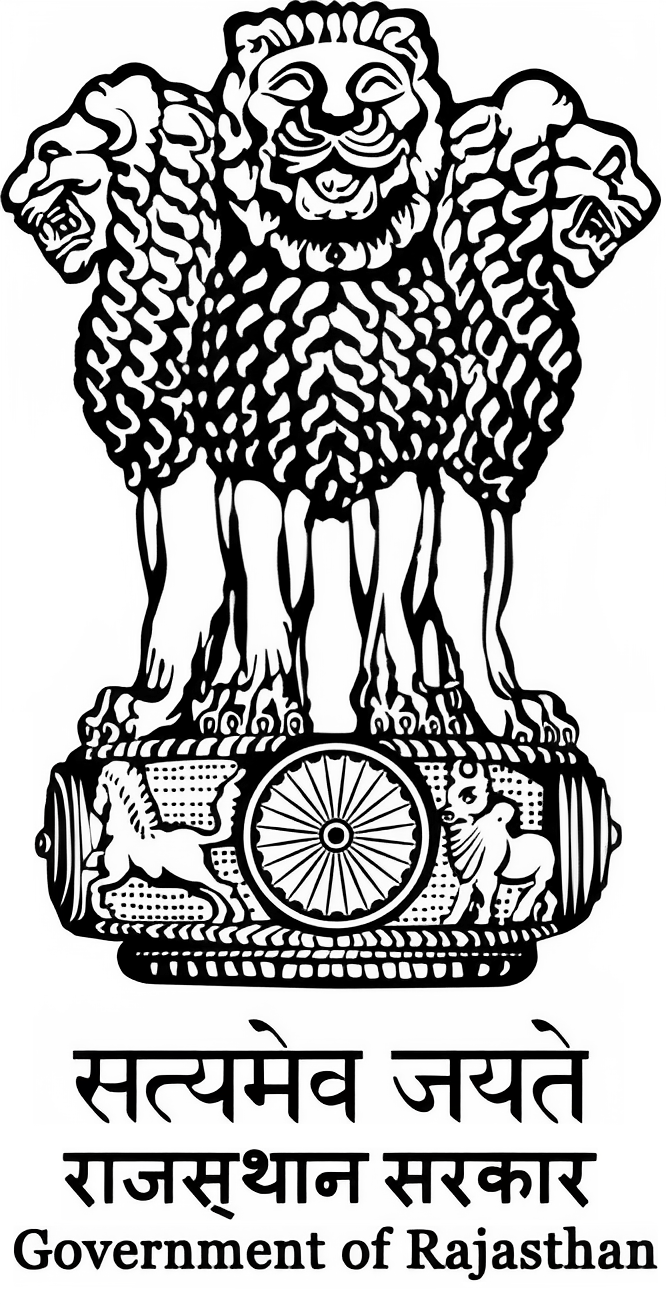
Rajasthan
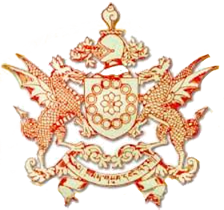
Sikkim
Tamil Nadu
Telangana
Tripura
Uttarakhand
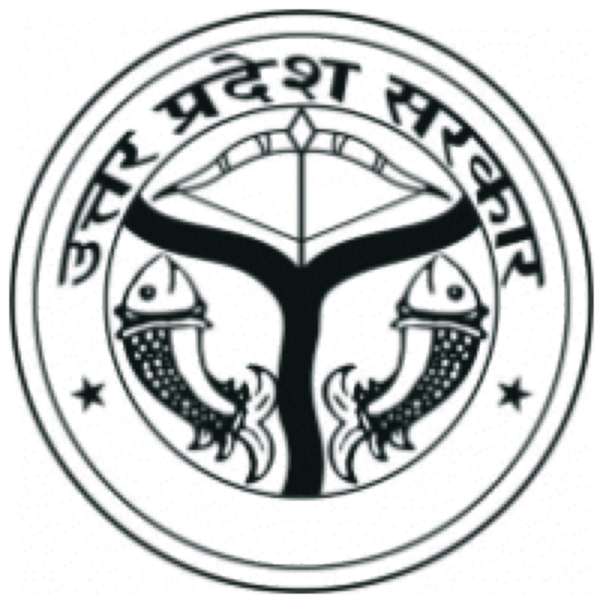
Uttar Pradesh

## Territoires

Îles Andaman-et-Nicobar
Chandigarh
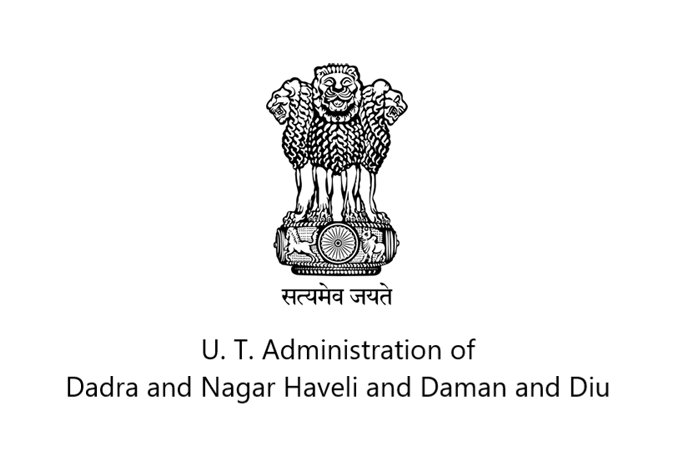
Dadra et Nagar Haveli et Daman et Diu
Delhi
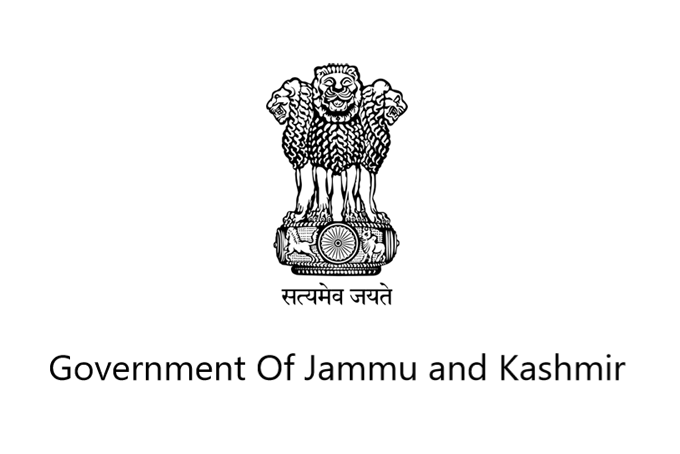
Jammu-et-Cachemire
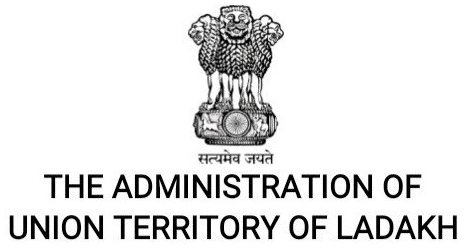
Ladakh
Lakshadweep
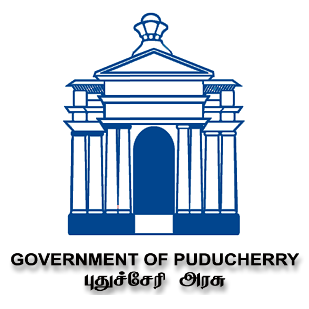
Pondichéry